# Штренгіт
Штренгіт — мінерал, водний фосфат заліза каркасної будови. Названий за прізвищем німецького мінералога Й. А. Штренґа (J.A.Streng), A.Nies, 1877. Синоніми: стренгіт.

## Опис
Хімічна формула: Fe3+[PO4]•2H2O. Містить (%): Fe2O3 — 42,72; P2O5 — 38,00; H2O — 19,28. Сингонія ромбічна. Ромбо-дипірамідальний вид. Форми виділення: звичайно утворює сферичні й ниркоподібні жовна, сферичні, напівсферичні, радіально-волокнисті аґреґати, нирки, кірки, рідше — пірамідальні кристали. Спайність досконала по (001). Густина 2,87. Твердість 3-4. Колір рожевий, червоний, білий, сірий. Блиск скляний. Риса біла. Крихкий. Зустрічається в зонах окиснення залізорудних родовищ. Супутні мінерали: вавеліт, магнетит. Рідкісний.

## Різновиди
Розрізняють:
- штренгіт алюмініїстий (різновид, який містить до 12,5 % Al2O3);
- штренгіт манґанистий (різновид, який містить незначні кількості Mn2O3).

## Розповсюдження
Знахідки: копальні «Елеонора» і «Ротльойфхен» (Баварія, ФРН), Збіров (Чехія), Кірунавара (Швеція), Пала (штат Каліфорнія, США).